# Gianluca Pierobon
Gianluca Pierobon (Gallarate, 2 maart 1967) is een Italiaans voormalig wielrenner. Hij werd in 1985 Italiaans kampioen bij de junioren.

## Belangrijkste overwinningen
1990
- Criterium d'Abruzzo

1991
- 2e etappe deel B Ronde van Italië

1994
- 1e etappe Ronde van Zwitserland
- 4e etappe Ronde van Aragón

1995
- 5e etappe Tirreno-Adriatico

## Resultaten in voornaamste wedstrijden
| Jaar | Ronde van Italië | Ronde van Frankrijk | Ronde van Spanje |
| ---- | ---------------- | ------------------- | ---------------- |
| 1989 |                  |                     |                  |
| 1990 | 85e              |                     |                  |
| 1991 | opgave (1)       |                     |                  |
| 1992 |                  |                     |                  |
| 1993 |                  |                     |                  |
| 1994 | opgave           |                     | 104e             |
| 1995 |                  |                     |                  |
| 1996 |                  |                     |                  |
| 1997 |                  | 133e                |                  |
| 1998 |                  |                     |                  |

| Jaar | Milaan-San Remo | Ronde van Vlaanderen | Parijs-Roubaix | Luik-Bast.‑Luik | Ronde van Lombardije |
| ---- | --------------- | -------------------- | -------------- | --------------- | -------------------- |
| 1989 | 75e             |                      |                | 75e             | 34e                  |
| 1990 | 19e             |                      |                |                 |                      |
| 1991 |                 |                      |                |                 |                      |
| 1992 | 96e             |                      | 80e            |                 |                      |
| 1993 |                 | 69e                  |                |                 |                      |
| 1994 | 157e            |                      |                |                 |                      |
| 1995 | 76e             |                      |                |                 |                      |
| 1996 |                 |                      |                |                 |                      |
| 1997 |                 |                      |                |                 |                      |
| 1998 |                 |                      |                |                 |                      |